# Швецов, Валерий Николаевич (политик)
Валерий Николаевич Швецов (6 июня 1939, с. Сураханы, Орджоникидзевский район, Баку, Азербайджанская ССР, СССР — 25 сентября 1995, Саранск, Мордовия, Россия) — российский государственный и политический деятель. Председатель Совета министров Республики Мордовия с 9 апреля 1993 по 22 сентября 1995.

## Биография
Родился в 1939 году в пригороде Баку Сураханы. Мокшанин. Окончил Мордовский государственный университет им. Н. П. Огарёва. Жил и работал в Атяшевском районе, руководил районным подразделением «Сельхозтехники». С 1974 года — заместитель председателя Атяшевского районного совета.
Трижды избирался в Верховный Совет Мордовской АССР. С 1992 года — заместитель председателя Верховного Совета Мордовии Николая Бирюкова. После отстранения от должности президента республики Василия Гуслянникова Швецов занял восстановленный пост председателя Совета Министров. С избранием Николая Меркушкина главой республики 22 сентября 1995 года Валерий Швецов отказался вновь занять пост премьера. Скончался через три дня, 25 сентября.
Депутат Совета Федерации Федерального Собрания Российской Федерации первого созыва от Республики Мордовия с января 1994 по сентябрь 1995, избран 12 декабря 1993 по Мордовскому двухмандатному избирательному округу № 13. Полномочия досрочно прекращены 3 октября 1995 года в связи со смертью.